# Liste des joueurs du Botafogo de Futebol e Regatas
Voici la liste non exhaustive des joueurs ayant porté un jour le maillot de Botafogo de Futebol e Regatas :
- Haut – A
- B
- C
- D
- E
- F
- G
- H
- I
- J
- K
- L
- M
- N
- O
- P
- Q
- R
- S
- T
- U
- V
- W
- X
- Y
- Z

## A
| Nom                                          | Poste          | Période              | Nationalité        |
| Adalberto                                    | Gardien de but | 1957                 | Brésil             |
| Ademílson Correa                             | Attaquant      | 2002                 | Brésil             |
| Ademir Fonseca                               | Défenseur      | 1987                 | Brésil             |
| Adhemaro de Lamare                           | Milieu         | 1904-1911            | Brésil             |
| Adriano Nascimento Felício                   | Milieu         | 2007                 | Brésil             |
| Afonsinho - Afonso Celso Garcia Reis         | Milieu         | 1965-1970            | Brésil             |
| Aílton dos Santos Ferraz                     | Milieu         | 1997                 | Brésil             |
| Alan                                         | Défenseur      | 2001                 | Brésil             |
| Alarcón                                      | Milieu         | 1955                 | Argentine          |
| Francisco Terra Alberoni                     | Milieu         | 2007                 | Brésil             |
| Alessandro da Conceição Pinto                | Défenseur      | 2007                 | Brésil             |
| Alê - Alexandre Luiz Fernandes               | Milieu         | 2006                 | Brésil             |
| Alemão - Ricardo Rogério Brito               | Milieu         | 1982-1986            | Brésil             |
| Alemão - Sandro Hélio Müller                 | Défenseur      | 1998-1999, 2001      | Brésil             |
| Alex Bruno Costa Fernandes                   | Défenseur      | 2007                 | Brésil             |
| Alex Guimarães da Silva                      | Gardien de but | 1995-1997            | Brésil             |
| Alex Alves Ferreira                          | Attaquant      | 2004-2005            | Brésil             |
| José Alexandre Alves Lindo                   | Milieu         | 2001-2002            | Brésil             |
| Alexandre Gaúcho - Alexandre de Ávila Vieira | Milieu         | 2001                 | Brésil             |
| Alisson                                      | Milieu         | 2005                 | Brésil             |
| Almir Lopes de Luna                          | Milieu         | 2002-2005            | Brésil             |
| Aluízio Pinto Vieira de Mello                | Attaquant      | 1916                 | Brésil             |
| Álvaro Soares                                | Attaquant      | 1904-?               | Brésil             |
| Álvaro Cordeiro da Rocha Werneck             | Attaquant      | 1904-?               | Brésil             |
| Antonio Albino de Jesus                      | défenseur      | 1983-1986            | Portugal           |
| Amarildo Tavares da Silveira                 | Ailier         | 1961-1963            | Brésil             |
| José Amoroso Filho                           | Attaquant      | 1961-1963            | Brésil             |
| Ânderson Moura                               | Milieu         | 2004-2005            | Brésil             |
| André                                        | Défenseur      | 1993                 | Brésil             |
| André Luiz Barretto Silva Lima               | Attaquant      | 2007                 | Brésil             |
| André Silva Gomes                            | Défenseur      | 1995-1996            | Brésil             |
| Andrey                                       | Défenseur      | 2003                 | Brésil             |
| Antoninho                                    | Attaquant      | 1973                 | Brésil             |
| Araty                                        | Milieu         | 1951                 | Brésil             |
| Ariel Augusto Nogueira                       | Milieu         | 1929- ?              | Brésil             |
| Antônio Ariosto de Barros Perlingeiro        | Attaquant      | 1950-1951            | Brésil             |
| Arízio                                       | Gardien de but | 1951                 | Brésil             |
| Arlindo Correia Pacheco                      | Attaquant      | 1917-1922            | Brésil             |
| Jorge Ricardo Artigas Carrica                | Milieu         | 2006                 | Argentine- Uruguay |
| Artur Duarte Oliveira                        | Milieu         | 2001                 | Brésil             |
| Asprilla - Christiano Luiz Rodrigues         | Défenseur      | 2005-2007            | Brésil             |
| Ataliba - Carlos Eduardo Soares              | Milieu         | 2006                 | Brésil             |
| José Ataliba Sampaio                         | Attaquant      | 1906                 | Brésil             |
| Athirson Mazzoli e Oliveira                  | Défenseur      | 2007                 | Brésil             |
| Áttila de Carvalho                           | Attaquant      | 1933-1934, 1938-1940 | Brésil             |
| Augusto Pedro de Souza                       | Défenseur      | 2000                 | Brésil             |
| Aymoré Moreira                               | Défenseur      | 1936-1946            | Brésil             |
| Oswaldo Ávila                                | Milieu         | 1948                 | Brésil             |

## B
| Nom                                    | Poste     | Période   | Nationalité |
| Baltazar Maria de Morais Júnior        | Attaquant | 1984-1985 | Brésil      |
| Fábio Baltazar Corrêa                  | Milieu    | 2001      | Brésil      |
| João Bandoch                           | Défenseur | 1999      | Brésil      |
| Basílio Viana Júnior                   | Milieu    | 1904      | Brésil      |
| Oscar Alberto Américo Basso            | Défenseur | 1949      | Argentine   |
| José Carlos Bauer                      | Milieu    | 1956-1957 | Brésil      |
| Bebeto - José Roberto Gama de Oliveira | Attaquant | 1998-1999 | Brésil      |
| Beheregaray                            | Attaquant | 1918      | Argentine   |
| Berg - Ninimbergue dos Santos Guerra   | Milieu    | 1987-1990 | Brésil      |
| Beto - Joubert Araújo Martins          | Milieu    | 1994-1996 | Brésil      |
| Bill - Fabiano Godoy Barrozo           | Défenseur | 2006      | Brésil      |
| Braguinha - José Braga                 | Attaquant | 1946-1948 | Brésil      |
| Bravo                                  | Attaquant | 1952      | Argentine   |
| Hércules Brito Ruas                    | Défenseur | 1971-1972 | Brésil      |
| Bruno dos Santos Sá                    | Défenseur | 2001      | Brésil      |
| Bruno Heleno Pereira da Silva          | Défenseur | 2002      | Brésil      |

## C
| Nom                                      | Poste          | Période                  | Nationalité      |
| Caio Ribeiro Decoussau                   | Attaquant      | 2004-2005                | Brésil           |
| C. Calvert                               | Milieu         | 1906                     | ?                |
| Marcelo Ramiro Camacho                   | Milieu         | 2003-2004                | Brésil           |
| Cañete                                   | Ailier         | 1956                     | Paraguay         |
| Heitor Canalli                           | Milieu         | 1929-1933 puis 1935-1940 | Brésil           |
| Carlinhos                                | Milieu         | 2001                     | Brésil           |
| Carlos Alberto Pereira Silveira          | Milieu         | 2002-2004                | Brésil           |
| Carlos Alberto Torres                    | Défenseur      | 1971                     | Brésil           |
| Carlos Germano Schwambach Neto           | Gardien        | 2002                     | Brésil           |
| Carlos Antônio Dobbert de Carvalho Leite | Attaquant      | 1929-1943                | Brésil           |
| Carvallo                                 | Défenseur      | 1947                     | Paraguay         |
| Cassiano                                 | Milieu         | 2004                     | Brésil           |
| César Luís Prates                        | Défenseur      | 1999, 2005               | Brésil           |
| Christian Corrêa Dionísio                | Attaquant      | 2006                     | Brésil           |
| Chemp                                    | Attaquant      | 1937                     | Union soviétique |
| Cicinho - Cícero João de Cezare          | Défenseur      | 2001                     | Brésil           |
| Cid                                      | Milieu         | 1944                     | Espagne          |
| Marko Ciurlizza                          | Milieu         | 2001                     | Pérou            |
| Claiton Alberto Fontoura Santos          | Milieu         | 2006                     | Brésil           |
| G. Clapshol                              | Attaquant      | 1916                     | Angleterre       |
| Claudemir                                | Défenseur      | 2002                     | Brésil           |
| Cláudio                                  | Attaquant      | 2001                     | Brésil           |
| Cléber                                   | Milieu         | 2001                     | Brésil           |
| Cleber                                   | Défenseur      | 2000                     | Brésil           |
| Cleberson Souza Santos Góis              | Défenseur      | 2002                     | Brésil           |
| Clóvis                                   | Défenseur      | 2005                     | Brésil           |
| Ernest H. Coggin                         | Gardien de but | 1907                     | Angleterre       |

## D
| Nom                                        | Poste     | Période                         | Nationalité       |
| Danilo Faria Alvim                         | Milieu    | 1955-1956                       | Brésil            |
| Dino Da Costa                              | Attaquant | 1948-1955                       | Brésil            |
| Daniel Lins Cortês                         | Défenseur | 2003-2005                       | Brésil            |
| Daniel Carlos Jorge                        | Attaquant | 2001-2002                       | Brésil            |
| Daniel Freire Mendes                       | Attaquant | 2001                            | Brésil            |
| De Lima                                    | Attaquant | 1987                            | Uruguay           |
| Hugo De León                               | Défenseur | 1991                            | Uruguay           |
| Eduardo Delani Santos Leite                | Attaquant | 2004                            | Brésil            |
| Diaz                                       | Attaquant | 1943                            | Argentine         |
| Dênis - Denisson Ricardo de Souza          | Défenseur | 2000-2001                       | Brésil            |
| Dida - Eduardo Gabriel dos Santos Filho    | Défenseur | 2006                            | Brésil            |
| Didi - Valdir Pereira                      | Milieu    | 1956-1958, 1960-1962, 1964-1965 | Brésil            |
| Diguinho - Rodrigo Oliveira de Bittencourt | Milieu    | 2005-2007                       | Brésil            |
| Dill - Elpídio Barbosa Conceição           | Attaquant | 2003-2004                       | Brésil            |
| Dimba - Editácio Vieira de Andrade         | Attaquant | 1997-1998, 2000-2001            | Brésil            |
| Dione José de Almeida                      | Milieu    | 2001                            | Brésil            |
| Dirceu                                     | Attaquant | 1973-1976                       | Drapeau du Brésil |
| Djair Kaye de Brito                        | Milieu    | 1989-1990, 1997-1998            | Brésil            |
| Dodô - Ricardo Lucas                       | Attaquant | 2001-2002, 2006-2007            | Brésil            |
| Osmar Donizete Cândido                     | Attaquant | 1989-1990, 1995-1996, 2000-2001 | Brésil            |
| Dudu - Eduardo Francisco da Silva Neto     | Attaquant | 2002                            | Brésil            |

## E
| Nom                                    | Poste     | Période   | Nationalité |
| Edinho                                 | Défenseur | 2001      | Brésil      |
| Edgar de Matos Albino                  | Défenseur | 2003      | Brésil      |
| S. N. Edrupt                           | Attaquant | 1916      | Angleterre  |
| Edimar Teodoro da Silva                | Défenseur | 1999      | Brésil      |
| Edivaldo Medeiros da Silva             | Attaquant | 2003      | Brésil      |
| Edson Moreira dos Reis Júnior          | Milieu    | 2007      | Brésil      |
| Eliseu da Silva Valansuelo             | Défenseur | 2003      | Brésil      |
| Élvis Gustavo Oliveira de Sá           | Milieu    | 2004-2005 | Brésil      |
| Émerson Carvalho da Silva              | Défenseur | 2005      | Brésil      |
| Engel                                  | Milieu    | 1938      | Allemagne   |
| Esquerdinha - Rogério Fonseca da Silva | Milieu    | 2002      | Brésil      |

Egnina Ndombi Dieudonné/milieu/1986// gabonais

## F
| Nom                                      | Poste                       | Période         | Nationalité |
| Fabiano Soares Pessoa                    | Milieu                      | 1987, 2001-2002 | Brésil      |
| Fábio                                    | Gardien de but              | 1999            | Brésil      |
| Fábio Penchel de Siqueira                | Attaquant                   | 2002-2004       | Brésil      |
| Fábio Augusto Castro Carvalho            | Milieu                      | 1999            | Brésil      |
| Fabio Reis                               | Attaquant                   | 2004            | Brésil      |
| Felipe de Oliveira Conceição             | Attaquant                   | 1998-2002       | Brésil      |
| Felipe Barreto Adão                      | Attaquant                   | 2006            | Brésil      |
| Felipe Patavino Saad                     | Défenseur                   | 2006            | Brésil      |
| Fernando Henrique Mariano                | Milieu                      | 2003-2004       | Brésil      |
| Alexis Ferrero                           | Défenseur                   | 2008            | Argentine   |
| Fernando Ferretti                        | Attaquant                   | 1967-1971       | Brésil      |
| Rodolfo José Fischer                     | Attaquant                   | 1972-1976       | Argentine   |
| Flavinho - Flávio Damião Medina Nogueira | Défenseur                   | 2006            | Brésil      |
| Flávio Pinto de Souza                    | Défenseur                   | 2007            | Brésil      |
| Flávio da Silva Ramos                    | Gardien de but et attaquant | 1904-1913       | Brésil      |
| Ricardo França                           | Milieu                      | 1996-1998       | Brésil      |
| Franquito                                | Ailier                      | 1944            | Argentine   |

## G
| Nom                                 | Poste          | Période              | Nationalité |
| Marcos Aurélio Galeano              | Milieu         | 2002                 | Brésil      |
| Galego                              | Défenseur      | 1999                 | Brésil      |
| Garrincha - Manoel dos Santos       | Attaquant      | 1953-1965            | Brésil      |
| Gedeil da Silva Daudt               | Milieu         | 2003-2004            | Brésil      |
| Geraldo                             | Milieu         | 2003                 | Brésil      |
| Geraldo Clemente de Paiva Júnior    | Milieu         | 2001-2002            | Brésil      |
| Germano Boettcher Sobrinho          | Gardien de but | 1928-1935            | Brésil      |
| Gérson de Oliveira Nunes            | Milieu         | 1964-1969            | Brésil      |
| Gilmar Jorge dos Santos             | Défenseur      | 2003-2004            | Brésil      |
| Gílson                              | Attaquant      | 2001                 | Brésil      |
| Gláuber Rodrigues da Silva          | Milieu         | 2005-2006            | Brésil      |
| Gláucio Rodrigues dos Santos Bastos | Attaquant      | 2003-2005, 2006-2007 | Brésil      |
| González                            | Attaquant      | 1942                 | Argentine   |
| Graham Bell                         | Défenseur      | 1939                 | Uruguay     |
| Guilherme de Cássio Alves           | Attaquant      | 2005                 | Brésil      |
| Gustavo Lazzaretti de Araújo        | Défenseur      | 2004                 | Brésil      |
| Gustavo Rodrigues Ferreira          | Milieu         | 2000                 | Brésil      |
| Gutiérrez                           | Attaquant      | 1936                 | Uruguay     |

## H
| Nom                                       | Poste          | Période     | Nationalité |
| Heleno de Freitas                         | Attaquant      | 1937-1947   | Brésil      |
| Helinho - Hélio Ricardo Dias da Conceição | Milieu         | années 1980 | Brésil      |
| Henrique                                  | Gardien de but | 2007        | Brésil      |
| Hugo Guimarães Silva Almeida              | Attaquant      | 2004-2005   | Brésil      |
| Hernande Gomes Flores                     | Attaquant      | 2001        | Brésil      |

## I
| Nom                             | Poste     | Période | Nationalité |
| Igor Nascimento Soares          | Défenseur | 2007    | Brésil      |
| Índio - Tázio da Silva Henrique | Défenseur | 2008    | Brésil      |
| Iran Andrielle de Oliveira      | Défenseur | 2007    | Brésil      |
| Iranildo Hermínio Ferreira      | Milieu    | 1995    | Brésil      |

## J
| Nom                                                            | Poste          | Période                    | Nationalité |
| Jairzinho - Jair Ventura Filho                                 | Attaquant      | 1962-1974, 1981-1982       | Brésil      |
| Jefferson de Oliveira Galvão                                   | Gardien de but | 2003-2005                  | Brésil      |
| Jefferson Vieira da Silva                                      | Défenseur      | 1991-1992, 1995, 1996-1997 | Brésil      |
| Jéfferson Feijão - Jéfferson Marques da Conceição              | Attaquant      | 2006                       | Brésil      |
| João Carlos de Souza                                           | Défenseur      | 2004                       | Brésil      |
| Joílson Rodrigues Macedo                                       | Milieu         | 2005-2007                  | Brésil      |
| Jonílson Clovis Nascimento Breves                              | Milieu         | 2005                       | Brésil      |
| Jorge Henrique de Souza                                        | Attaquant      | 2007                       | Brésil      |
| Jorge Luiz Matheus de Almeida                                  | Défenseur      | 1997-1998, 1999-2000       | Brésil      |
| Jorginho                                                       | Milieu         | 2006                       | Brésil      |
| Jorginho Paulista - Jorge Henrique Amaral de Castro Nascimento | Défenseur      | 2003-2004                  | Brésil      |
| Josimar Higino Pereira                                         | Défenseur      | 1982-1989                  | Brésil      |
| Jougle Manoel Rodrigues                                        | Milieu         | 2007                       | Brésil      |
| Juca - Juliano Roberto Antonello                               | Milieu         | 2005, 2006-2007            | Brésil      |
| Júlio César Jacobi                                             | Gardien de but | 2005-2007                  | Brésil      |
| Juninho - Anselmo Vendrechovski Júnior                         | Défenseur      | 2005-2007                  | Brésil      |
| Aluísio da Silva Neres Júnior                                  | Milieu         | 1999-2002                  | Brésil      |
| Júnior César Eduardo Machado                                   | Défenseur      | 2006                       | Brésil      |

## K
| Nom                   | Poste          | Période   | Nationalité |
| Kléber Guerra Marques | Gardien de but | 2001-2002 | Brésil      |

## L
| Nom                                          | Poste          | Période              | Nationalité |
| Laidlaw                                      | Défenseur      | 1944                 | Argentine   |
| Roberval Lázaro de Alcântara Filho           | Gardien de but | 2003-2004            | Brésil      |
| Leandrão - Leandro Costa Miranda             | Attaquant      | 2003                 | Brésil      |
| Leandrinho                                   | Attaquant      | 2004                 | Brésil      |
| Leandro Coronas Ávila                        | Milieu         | 1995, 2001           | Brésil      |
| Leandro Augusto Oldoni Stachelski            | Milieu         | 2000                 | Brésil      |
| Leandro Hercílio Carvalho da Silveira        | Milieu         | 2004-2007            | Brésil      |
| Leandro Eugênio Soares                       | Défenseur      | 1997-2000, 2001-2002 | Brésil      |
| Leandro Luchese Guerreiro                    | Milieu         | 2007                 | Brésil      |
| Léo Gaúcho                                   | Attaquant      | 2006                 | Brésil      |
| Leonardo da Silva Moura                      | Défenseur      | 1999, 2001           | Brésil      |
| Leonardo Inácio Raphael Nunes                | Défenseur      | 2001-2002            | Brésil      |
| Leônidas da Silva                            | Attaquant      | 1935-1936            | Brésil      |
| Aparecido Francisco de Lima                  | Attaquant      | 2006                 | Brésil      |
| Lira - Lirodiou Gonçalves                    | Défenseur      | 2006                 | Brésil      |
| Astolpho Junio Lopes                         | Gardien de but | 2003-2007            | Brésil      |
| Luciano Silva Almeida                        | Défenseur      | 2007                 | Brésil      |
| Lúcio - Lucenilde Pereira da Silva           | Attaquant      | 2002                 | Brésil      |
| Lúcio Flávio dos Santos                      | Milieu         | 2006-2007            | Brésil      |
| Luís Carlos Capixaba - Luís Carlos Inocêncio | Milieu         | 2006                 | Brésil      |
| Luís Cláudio                                 | Attaquant      | 2004                 | Brésil      |
| Luís Mário Miranda da Silva                  | Attaquant      | 2007                 | Brésil      |
| Luizão - Luiz Carlos Bombonato Goulart       | Attaquant      | 2004                 | Brésil      |
| Lugano                                       | Gardien de but | 1955                 | Argentine   |
| Lyndson da Silva Lage                        | Attaquant      | 2005-2006            | Brésil      |

## M
| Nom                                                | Poste          | Période              | Nationalité |
| Magno Santos de Almeida                            | Milieu         | 2006-2007            | Brésil      |
| Maicon Thiago Pereira de Souza                     | Milieu         | 2006                 | Brésil      |
| Marcelinho - Marcelo Henrique de Aguiar Quarterole | Attaquant      | 2005-2006            | Brésil      |
| Márcio                                             | Gardien de but | 1999                 | Brésil      |
| Márcio Vinícius Alípio Gomes                       | Défenseur      | 2002-2005            | Brésil      |
| Marcelinho Paulista - Marcelo José de Souza        | Milieu         | 1997, 1999-2000      | Brésil      |
| Marcelo Augusto Magalhães Ferreira                 | Défenseur      | 1999                 | Brésil      |
| Marcelo Uberaba                                    | Défenseur      | 2006                 | Brésil      |
| Marcos Leandro Pereira                             | Gardien de but | 2007                 | Brésil      |
| Magrão - Giuliano Tadeu Aranda                     | Attaquant      | 2000                 | Brésil      |
| Manga - Haílton Corrêa de Arruda                   | Gardien de but | 1959-1968            | Brésil      |
| Marinho Chagas - Francisco das Chagas Marinho      | Défenseur      | 1972-1976            | Brésil      |
| Diogo Marins da Silva                              | Défenseur      | 2005-2006            | Brésil      |
| Marquinho - Marco Antonio de Mattos Filho          | Milieu         | 2007                 | Brésil      |
| Marquinhos - Marcus André Pereira                  | Défenseur      | 2005                 | Brésil      |
| Martim Mércio da Silveira                          | Milieu         | 1930-1932, 1934-1940 | Brésil      |
| P. C. Masson                                       | Attaquant      | 1916                 | Angleterre  |
| Mathéus Coradini Vivian                            | Défenseur      | 2005                 | Brésil      |
| Maurício de Oliveira Anastácio                     | Attaquant      | 1986-1987, 1989      | Brésil      |
| Mauro Geraldo Galvão                               | Défenseur      | 1987-1990            | Brésil      |
| Max - Maxlei dos Santos Luzia                      | Gardien de but | 2002-2007            | Brésil      |
| Mílton da Cunha Mendonça                           | Milieu         | 1975-1982            | Brésil      |
| Cláudio Milar                                      | Attaquant      | 2001                 | Uruguay     |
| Hugh Frederick Millar                              | Ailier         | 1907                 | Écosse      |
| Misso - Jadermílson Goes de Melo                   | Défenseur      | 2000-2001            | Brésil      |
| H. W. J. Monk                                      | Attaquant      | 1909                 | Angleterre  |
| Monti                                              | Défenseur      | 1918                 | Argentine   |
| Ismael Moreira Braga                               | Défenseur      | 1967-1971            | Brésil      |
| Moreno Aoas Vidal                                  | Défenseur      | 2007                 | Brésil      |
| C. G.Mutzenbecher                                  | Attaquant      | 1909                 | Angleterre  |

## N
| Nom                              | Poste          | Période              | Nationalité |
| Nélio Roldon Júnior              | Gardien de but | 2005-2006, 2007      | Brésil      |
| Neném - Dorismar Felipe de Souza | Défenseur      | 2006                 | Brésil      |
| Nenzão                           | Défenseur      | 2002                 | Brésil      |
| Niki                             | Attaquant      | 1995                 | Uruguay     |
| Nilo Murtinho Braga              | Attaquant      | 1919-1921, 1927-1937 | Brésil      |
| Nílton Santos                    | Défenseur      | 1948-1964            | Brésil      |
| Niño                             | Gardien de but | 1993                 | Colombie    |

## O
| Nom                       | Poste     | Période   | Nationalité |
| Octacílio Pinheiro Guerra | Défenseur | 1925-1937 | Brésil      |
| Odvan Gomes Silva         | Défenseur | 2002      | Brésil      |
| Jorge Osmar Guarnelli     | Défenseur | 1970-1979 | Brésil      |
| Oziel França da Silva     | Défenseur | 2005      | Brésil      |

## P
| Nom                               | Poste          | Période              | Nationalité     |
| Pakosdi                           | Milieu         | 1946                 | Hongrie         |
| Papetti                           | Milieu         | 1944                 | Argentine       |
| Patesko - Rodolfo Barteczko       | Attaquant      | 1934-1943            | Pologne- Brésil |
| Paulo César Baier                 | Défenseur      | 1999                 | Brésil          |
| Paulo César Caju                  | Attaquant      | 1967-1972, 1977-1978 | Brésil          |
| Paulo Sérgio Coelho Leite         | Gardien de but | 1999                 | Brésil          |
| Ângelo Paulo Valentim             | Attaquant      | 1956-1960            | Brésil          |
| Pedrinho                          | Milieu         | 2000                 | Brésil          |
| Roberto Gomes Pedrosa             | Gardien de but | années 1930          | Brésil          |
| Pena - Renivaldo Pereira de Jesus | Attaquant      | 2006                 | Brésil          |
| Pereyra Natero                    | Gardien de but | 1956                 | Uruguay         |
| Perivado                          | Défenseur      | années 1970-80       | Brésil          |
| Pipa Estevez - Raúl Estevez       | Attaquant      | 2004                 | Argentine       |
| Sylvio Pirillo                    | Attaquant      | 1948-1952            | Brésil          |

## Q
| Nom                                  | Poste     | Période   | Nationalité |
| Quarentinha - Waldir Cardoso Lebrêgo | Attaquant | 1954-1964 | Brésil      |

## R
| Nom                                     | Poste          | Période   | Nationalité |
| Rafael                                  | Défenseur      | 2001      | Brésil      |
| Rafael Pereira dos Santos               | Défenseur      | 2007      | Brésil      |
| Rafael Marques Pinto                    | Défenseur      | 2004-2007 | Brésil      |
| Rafael Vidigal                          | Défenseur      | 2007      | Brésil      |
| Ralfe Rodrigues da Conceição            | Milieu         | 2006      | Brésil      |
| Ramón Menezes Hubner                    | Milieu         | 2005      | Brésil      |
| Raphael Tessaro Schettino               | Gardien de but | 2006      | Brésil      |
| Reidner da Silva Lopes                  | Milieu         | 1998-2000 | Brésil      |
| Reinaldo                                | Milieu         | 2002      | Brésil      |
| Reinaldo de Souza                       | Attaquant      | 2005-2007 | Brésil      |
| Renatinho - Renato José Francelino Neto | Défenseur      | 2003-2004 | Brésil      |
| Renato Assis da Silva                   | Défenseur      | 2007      | Brésil      |
| Reginaldo Mendes do Santos              | Défenseur      | 2000      | Brésil      |
| Ricardinho - Cícero Ricardo de Souza    | Attaquant      | 2004-2005 | Brésil      |
| Ricardinho - Ricardo de Souza Silva     | Milieu         | 2007      | Brésil      |
| Roberto Lopes Miranda                   | Attaquant      | 1962-1972 | Brésil      |
| José Róbson do Nascimento               | Attaquant      | 2000      | Brésil      |
| Rodrigão - Rodrigo Fernandes Alflen     | Attaquant      | 2002      | Brésil      |
| Rodrigo Juliano Lopes de Almeida        | Milieu         | 1999-2001 | Brésil      |
| Rodrigo Fabiano Machado                 | Défenseur      | 2007      | Brésil      |
| Rodrigo Vaz Fernandes                   | Défenseur      | 2002-2003 | Brésil      |
| Roger José Noronha da Silva             | Gardien de but | 2007      | Brésil      |
| Rogério de Albuquerque Corrêa           | Défenseur      | 2007      | Brésil      |
| Rogério Lantres                         | Ailier         | 1947      | Portugal    |
| Rogério Jervásio de Souza               | Défenseur      | 2005      | Brésil      |
| Romeu Mendes Rodrigues                  | Milieu         | 2002      | Brésil      |
| Ronaldo da Silva Oliveira               | Milieu         | 2001      | Brésil      |
| Ronildo Batista dos Santos              | Défenseur      | 1999      | Brésil      |
| Rubens Rodrigues dos Santos Júnior      | Défenseur      | 2002      | Brésil      |
| Ruiz                                    | Attaquant      | 1924      | Argentine   |
| Ruy Bueno Neto                          | Défenseur      | 2004-2006 | Brésil      |

## S
| Nom                              | Poste     | Période                    | Nationalité |
| Sandro Barbosa Carneiro da Cunha | Défenseur | 1999-2004                  | Brésil      |
| Santamaria                       | Milieu    | 1941                       | Argentine   |
| Rafael Felipe Scheidt            | Défenseur | 2004-2006                  | Brésil      |
| Cléber Schwenck Tiene            | Attaquant | 2004                       | Brésil      |
| Sebastião Leônidas               | ?         | 1966-1971                  | Brésil      |
| Sepetiba - Felipe Campos Torres  | Défenseur | 2007                       | Brésil      |
| Sérgio Manoel Júnior             | Milieu    | 1994-1995, 1998-2000, 2006 | Brésil      |
| Willamis de Souza Silva          | Milieu    | 2000-2001                  | Brésil      |
| Spinelli                         | Milieu    | 1945                       | Argentine   |

## T
| Nom                                               | Poste     | Période              | Nationalité    |
| Taílson - José Ilson dos Santos                   | Attaquant | 2001-2002            | Brésil         |
| W. H. Teague                                      | Milieu    | 1916                 | Angleterre     |
| Têti - Márcio de Souza Jotha                      | Milieu    | 2003-2004            | Brésil         |
| Tiago Coelho Branco Calvano                       | Défenseur | 2001-2002            | Brésil         |
| Tinga - Paulo César Fonseca do Nascimento         | Milieu    | 2000                 | Brésil         |
| Thiago Caetano                                    | Défenseur | 2006                 | Brésil         |
| Thiago Marín Martir                               | Milieu    | 2006-2007            | Brésil         |
| Thiago Xavier Rodrigues Corrêa                    | Milieu    | 2005-2006            | Brésil         |
| Tony - Anthony Santos Menezes                     | Défenseur | 2000                 | Canada- Brésil |
| Luiz Paulo Neves Tovar                            | Attaquant | années 1940          | Brésil         |
| Túlio Lustosa Seixas Pinheiro                     | Milieu    | 2003-2005, 2007      | Brésil         |
| Túlio Maravilha - Túlio Humberto Pereira da Costa | Attaquant | 1994-1996, 1998-2000 | Brésil         |
| Túlio Gustavo Cunha Souza                         | Milieu    | 2008                 | Brésil         |

## U
| Nom                        | Poste  | Période | Nationalité |
| Uidemar Pessoa de Oliveira | Milieu | 1996    | Brésil      |

## V
| Nom                             | Poste          | Période   | Nationalité |
| Rafael Vágner Dias Silva        | Défenseur      | 2007      | Brésil      |
| Valdeir - Valdeir Celso Moreira | Milieu         | 1990-1991 | Brésil      |
| Valdir de Moraes Filho          | Attaquant      | 1999      | Brésil      |
| Valdo Cândido de Oliveira Filho | Milieu         | 2003-2004 | Brésil      |
| Váldson Mendes Bezerra          | Défenseur      | 2000-2002 | Brésil      |
| Valsecchi                       | Attaquant      | 1944      | Argentine   |
| Varela                          | Attaquant      | 1988      | Uruguay     |
| Vieira                          | Attaquant      | 1913      | Portugal    |
| Victor Corrêa Gonçalves         | Gardien de but | 1930-1935 | Brésil      |
| Vitor                           | Défenseur      | 2002      | Brésil      |
| Claudemir Vitor                 | Défenseur      | 2000      | Brésil      |
| Vitor Castro de Souza           | Attaquant      | 2007      | Brésil      |
| Vladimir Petković               | Milieu         | 2001      | Serbie      |

## W
| Nom                               | Poste          | Période     | Nationalité |
| Sebastião Wágner de Souza e Silva | Gardien de but | 1993-2001   | Brésil      |
| Waldyr - Walter Guimarães         | Milieu         | années 1930 | Brésil      |
| Wando da Costa e Silva            | Attaquant      | 2006        | Brésil      |
| Wendell                           | Milieu         | 2001        | Brésil      |
| William Xavier Barbosa            | Attaquant      | 2006        | Brésil      |
| Wilson de Souza Conceição         | Défenseur      | 2001        | Brésil      |

## X
| Nom               | Poste     | Période | Nationalité |
| José Xavier Costa | Défenseur | 2007    | Brésil      |

## Z
| Nom                                     | Poste     | Période   | Nationalité |
| Zada - Leonardo Martins Zinelli         | Milieu    | 2002      | Brésil      |
| Zagallo - Mário Zagallo                 | Milieu    | 1958-1965 | Brésil      |
| Zé Carlos - José Carlos Santos da Silva | Attaquant | 1997-2001 | Brésil      |
| Zé Roberto - José Roberto de Oliveira   | Milieu    | 2005-2007 | Brésil      |
| Ziquinha - Flávio Luís Chagas           | Attaquant | 2005      | Brésil      |